# Pieternel
Pieternel is een vrouwelijke voornaam.
De naam is afgeleid van Petronella, wat weer een afleiding is van Petronius. Dit komt waarschijnlijk van het Etruskische petro, "geharde landman", of van het Latijnse petro, "steenbok".
Het kan eventueel ook een samentrekking zijn van Pieter en Nel. Pieter is afgeleid van het Griekse woord petros (πετρος), dat "rots" betekent. En Nel is een verkorting van Cornelia of Petronella (Cornelia is afgeleid van het Latijnse "Cornelius" dat "de gehoornde" betekent).

## Bekende naamdraagsters
- Pieternel Pouwels, een Nederlandse actrice